# Pascal Bonitzer
Pour les articles homonymes, voir Bonitzer.
Pascal Bonitzer, né le 1er février 1946 à Paris 16e, est un critique de cinéma, scénariste, écrivain et réalisateur français.

## Biographie

### Jeunesse, formation, militantisme
Pascal Bonitzer est titulaire d'une maîtrise de philosophie à l'Université de Nanterre, où il milite aux JCR et au Mouvement du 22 mars après être passé par les Jeunesses communistes à l'âge lycéen.

### Carrière
Après avoir échoué au concours de l'IDHEC, il commence sa carrière de critique de cinéma en rejoignant en 1969 les Cahiers du cinéma, après une rencontre avec Michel Delahaye. Il y travaille pendant plusieurs années et conserve des liens avec d'autres journalistes de cinéma comme Pascal Kané et Jean-Louis Comolli, avec lesquels il travaillera par la suite comme scénariste.
En 1976, il adapte le livre de Michel Foucault Moi, Pierre Rivière, ayant égorgé ma mère, ma sœur et mon frère : un cas de parricide au XIXe siècle pour le réalisateur René Allio. Dès lors, ses activités de critique cinématographique et de scénariste vont se poursuivre en parallèle. Il collabore à de nombreuses reprises avec Jacques Rivette, André Téchiné et Raoul Ruiz. Il écrit avec Benoît Jacquot un scénario intitulé Transfert et ayant pour sujet la guerre d'Algérie, mais le projet n'aboutit pas. En 1986, il devient directeur du département Scénario à La Fémis. Sur l'écriture de scénario, il a notamment cosigné en 1990 avec Jean-Claude Carrière Exercice du scénario, ouvrage qui se distingue de la plupart de ceux qui traitent du sujet dans la mesure où il propose des exercices pratiques plutôt que des analyses de scénario ou des conseils purement dramaturgiques. Il enseigne également le cinéma à l'université Sorbonne Nouvelle - Paris 3.

#### Réalisateur
En 1996, Pascal Bonitzer réalise un premier long-métrage, Encore, qui reçoit le prix Jean-Vigo. Le personnage principal, un professeur de philosophie interprété par Jackie Berroyer, se réincarne dans ceux des deux films qu'il tourne ensuite, Rien sur Robert (où il a les traits de Fabrice Luchini) et Petites Coupures (où il a ceux de Daniel Auteuil). Il reconnaît qu'il s'agissait de variations sur un même personnage et qu'il pouvait s'agir d'un autoportrait.
Son cinquième long-métrage Le Grand Alibi (2008), avec Miou-Miou, Lambert Wilson et Pierre Arditi, est une adaptation d'un roman policier d'Agatha Christie, Le Vallon.
En 2024, Bonitzer sort en salle Le Tableau volé, une chronique amusée du monde du marché de l'art : dans cette histoire tirée d'un fait divers daté des années 2000, où un tableau "perdu" d'Egon Schiele a été fortuitement retrouvé, Léa Drucker, Alex Lutz, Nora Hamzawi et Arcadi Radeff y tiennent les principaux rôles,,.

### Vie privée
Il est le père d'Agathe Bonitzer, dont la mère est la réalisatrice Sophie Fillières (1964-2023). Il a également un fils né en 1998, Adam Bonitzer.

## Publications
- Le Regard et la Voix : essais sur le cinéma, Paris, 10/18, 1976, 184 p.  (ISBN 2-264-00076-7)
- Le Champ aveugle : essais sur le cinéma, Paris, Gallimard, 1982, 156 p.  (ISBN 2-07-021711-6)
- Décadrages : peinture et cinéma, Paris, Cahiers du cinéma & Éd. de l'Étoile, 1985, 108 p.  (ISBN 2-86642-028-4)
- Exercice du scénario, avec Jean-Claude Carrière, Paris, Fondation européenne des métiers de l'image et du son, 1990, 143 p.  (ISBN 2-907114-06-9)
- Éric Rohmer, Paris, Cahiers du cinéma, 1991, 141 p.  (ISBN 2-86642-116-7) [nouvelle édition augmentée en 1999]
- La Vision partielle : écrits sur le cinéma, Paris, Capricci, 2016, 280 p.  (ISBN 979-10-239-0101-6)

## Filmographie

### Scénariste
- 1975 : Moi, Pierre Rivière, ayant égorgé ma mère, ma sœur et mon frère... de René Allio
- 1976 : L'Exercice du pouvoir de Philippe Galland
- 1977 : La Vocation suspendue de Raoul Ruiz
- 1978 : Les Sœurs Brontë d'André Téchiné
- 1982 : Jimmy jazz de Laurent Perrin (court-métrage)
- 1982 : Liberty belle de Pascal Kané
- 1984 : Tricheurs de Barbet Schroeder
- 1984 : L'Amour par terre de Jacques Rivette
- 1984 : Hurlevent de Jacques Rivette
- 1985 : Golden Eighties de Chantal Akerman
- 1986 : Le Lieu du crime d'André Téchiné
- 1986 : Les Mendiants de Benoît Jacquot
- 1987 : Les Innocents d'André Téchiné
- 1987 : La Bande des quatre de Jacques Rivette
- 1988 : Les Bois noirs  de Jacques Deray
- 1989 : Un jeu d'enfant de Pascal Kané
- 1990 : La Belle Noiseuse de Jacques Rivette
- 1991 : Nuit et Jour de Chantal Akerman
- 1991 : L'Amour maudit de Leisenbohg (Das Schicksal des Freiherrn von Leisenbohg) d'Édouard Molinaro (TV)
- 1992 : Ma saison préférée d'André Téchiné
- 1992 : Jeanne la Pucelle de Jacques Rivette
- 1993 : Les Romantiques de Christian Zarifian
- 1993 : Couples et amants de John Lvoff
- 1994 : Haut bas fragile de Jacques Rivette
- 1995 : Les Agneaux de Marcel Schüpbach (TV)
- 1995 : Trois Vies et une seule mort de Raoul Ruiz
- 1995 : Les Voleurs d'André Téchiné
- 1997 : Généalogies d'un crime de Raoul Ruiz
- 1997 : La Nuit du destin d'Abdelkrim Bahloul
- 1998 : Secret défense de Jacques Rivette
- 1998 : Les Infortunes de la beauté de John Lvoff
- 1999 : Lumumba de Raoul Peck
- 2000 : L'Homme des foules de John Lvoff
- 2001 : Va savoir de Jacques Rivette
- 2002 : Comme un avion de Marie-France Pisier
- 2003 : Histoire de Marie et Julien de Jacques Rivette
- 2004 : Les Temps qui changent d'André Téchiné
- 2006 : Ne touchez pas la hache de Jacques Rivette
- 2009 : 36 Vues du pic Saint-Loup de Jacques Rivette
- 2009 : La Grande Vie d'Emmanuel Salinger
- 2014 : Gemma Bovery d'Anne Fontaine
- 2014 : Meurtre à Pacot de Raoul Peck
- 2015 : Valentin Valentin de Pascal Thomas
- 2017 : Le Jeune Karl Marx de Raoul Peck
- 2019 : Blanche comme neige de Anne Fontaine

### Réalisateur-scénariste
- 1989 : Les Sirènes (court métrage)
- 1996 : Encore
- 1999 : Rien sur Robert
- 2003 : Petites Coupures
- 2006 : Je pense à vous
- 2008 : Le Grand Alibi
- 2012 : Cherchez Hortense
- 2015 : Tout de suite maintenant
- 2019 : Les Envoûtés
- 2024 : Le Tableau volé
- 2026 : Maigret et le Mort amoureux

### Acteur
- 1967 : Vampirisme (court métrage) de Bernard Chaouat et Patrice Duvic[10]
- 1980 : Le Borgne de Raoul Ruiz
- 1981 : L'Ombre rouge de Jean-Louis Comolli : le Hollandais
- 1996 : Le Fils de Gascogne de Pascal Aubier
- 1994 : Grande Petite de Sophie Fillières
- 2012 : L'Affaire Gordji : Histoire d'une cohabitation de Guillaume Nicloux (TV)
- 2025 : La Fille d'un grand amour d'Agnès de Sacy

## Prix et distinctions
- 1996 : prix Jean-Vigo pour son premier long-métrage, Encore
- 1999 : prix Henri-Jeanson de la SACD
- 2017 : Festival international du film de fiction historique : Meilleur scénario pour Le Jeune Karl Marx
- 2024 : prix René-Clair de l'Académie française pour l'ensemble de son œuvre cinématographique[11]

### Article et entretien
- Sur horschamp.qc.ca
  - Entretien avec Pascal Bonitzer
  - Article sur son œuvre par Yannick Rolandeau